# Lemon (chanson)
Pour les articles homonymes, voir Lemon.
Singles de U2
Numb
(1993) Stay (Faraway, So Close!)
(1993)
Lemon est une chanson du groupe de rock irlandais U2 sortie en 1993 comme second single de l'album Zooropa. C'est un morceau de genre dance alternative. Avec près de 7 minutes d'écoute, c'est la seconde chanson la plus longue de la carrière de U2 après Moment of Surrender. Elle a été interprétée dans tous les concerts de la seconde partie du Zoo TV en 1993. La version remixée de Lemon signée Paul Oakenfold et Steve Osborne, sera  utilisée comme fond musical par U2, pour lui permettre d'arriver sur scène dans un citron géant lors du PopMart Tour entre 1997 et 1998.

## Genèse
La chanson a été créée en hommage à Iris Hewson, la mère de Bono. Dans sa jeunesse, elle a été demoiselle d'honneur à un mariage et portait une robe jaune citron. Bono a fait une chanson de ce souvenir.

## Clip
Le clip, en noir et blanc, est réalisé par le Britannique Mark Neale, et s'inspire des travaux d'Eadweard Muybridge, qui a notamment imaginé le Zoopraxiscope. 
La vidéo présente principalement une séquence de clips montrant les membres de U2 jouant de leurs instruments et effectuant une série d'actions distinctes, avec des légendes pour chacune d'entre elles (par exemple, « homme marchant sur une pente », « homme courant », « homme jouant au billard »). Une série d'images en couleur apparaît derrière la grille, comme un pendule qui se balance, des billets de banque qui tombent, une horloge qui fait tic-tac, des images vidéo satellite et une croix. Bono adopte les personnages de « The Fly » et de « MacPhisto » qu'il a utilisés pendant le Zoo TV Tour.

## Liste des titres

### 12"
| 1. | Lemon (Bad Yard Club)  | 10:13 |
| 2. | Lemon (Version Dub)    | 6:35  |
| 3. | Lemon (Momo's Reprise) | 4:08  |

| 1. | Lemon (Perfecto Mix) | 8:56 |
| 2. | Lemon (Jeep Mix)     | 5:30 |

### CD single et cassette
| No | Titre                           | Durée |
| -- | ------------------------------- | ----- |
| 1. | Lemon (edit)                    | 4:39  |
| 2. | Lemon (Oakenfold Jeep Mix)      | 5:30  |
| 3. | Lemon (version album)           | 6:56  |
| 4. | Lemon (Morales BYC Version Dub) | 6:35  |

## Classements
| Année | Classement / pays                               | Meilleure position |
| ----- | ----------------------------------------------- | ------------------ |
| 1993  | Australie - ARIA Charts                         | 6                  |
| 1993  | Canada - RPM Top 100                            | 20                 |
| 1993  | Nouvelle-Zélande RIANZ                          | 4                  |
| 1993  | États-Unis - Modern Rock Tracks                 | 3                  |
| 1993  | États-Unis - Hot Dance Music/Club Play          | 1                  |
| 1993  | États-Unis - Hot Dance Music/Maxi-Singles Sales | 16                 |
| 1994  | Canada - RPM Dance Top 10                       | 3                  |